# Sośnica (Ukraina)
Sośnica (ukr. Сосниця, Sosnycia) – osiedle typu miejskiego w obwodzie czernihowskim na Ukrainie, siedziba władz rejonu sośnickiego.

## Historia
Pierwsza wzmianka o miejscowości pochodzi z roku 1247.
W 2018 liczyło 6983 mieszkańców.